# Essil
Essil (russe : Есиль) est une ville de l’oblys d'Aqmola, au nord du Kazakhstan, et le chef-lieu du district d'Essil.
Sa population s'élevait à 11 551 habitants en 2009.

## Géographie
La ville est traversée par la rivière Ichim.